# NXT United Kingdom Championship
O NXT United Kingdom Championship  (em português Campeonato do Reino Unido do NXT) foi um título disputado na promoção americana de luta livre profissional WWE. Foi criado em 15 de dezembro de 2016 e o primeiro campeão foi decidido em um torneio de 16 lutadores realizado em 14 e 15 de janeiro de 2017.
Os campeões do Reino Unido foram determinados com a realização de combates de luta profissional, em que os vencedores de cada combate são predeterminados por um roteiro. Até o presente mês de março de 2025, um total de três lutadores, distribuído em três reinados distintos, já conquistaram o título. O último campeão foi Tyler Bate.

## História
Em uma conferência de imprensa na O2 Arena em 15 de dezembro de 2016, Triple H revelou que haveria um torneio de 16 lutadores para coroar o primeiro campeão do WWE United Kingdom Championship. O torneio foi realizado em dois dias, em 14 e 15 de janeiro de 2017, e exibido exclusivamente na WWE Network. O campeonato é destinado a ser o título topo de um novo show da rede produzido no Reino Unido. Tyler Bate ganhou o torneio inaugural para se tornar o primeiro campeão.

### Torneio inaugural

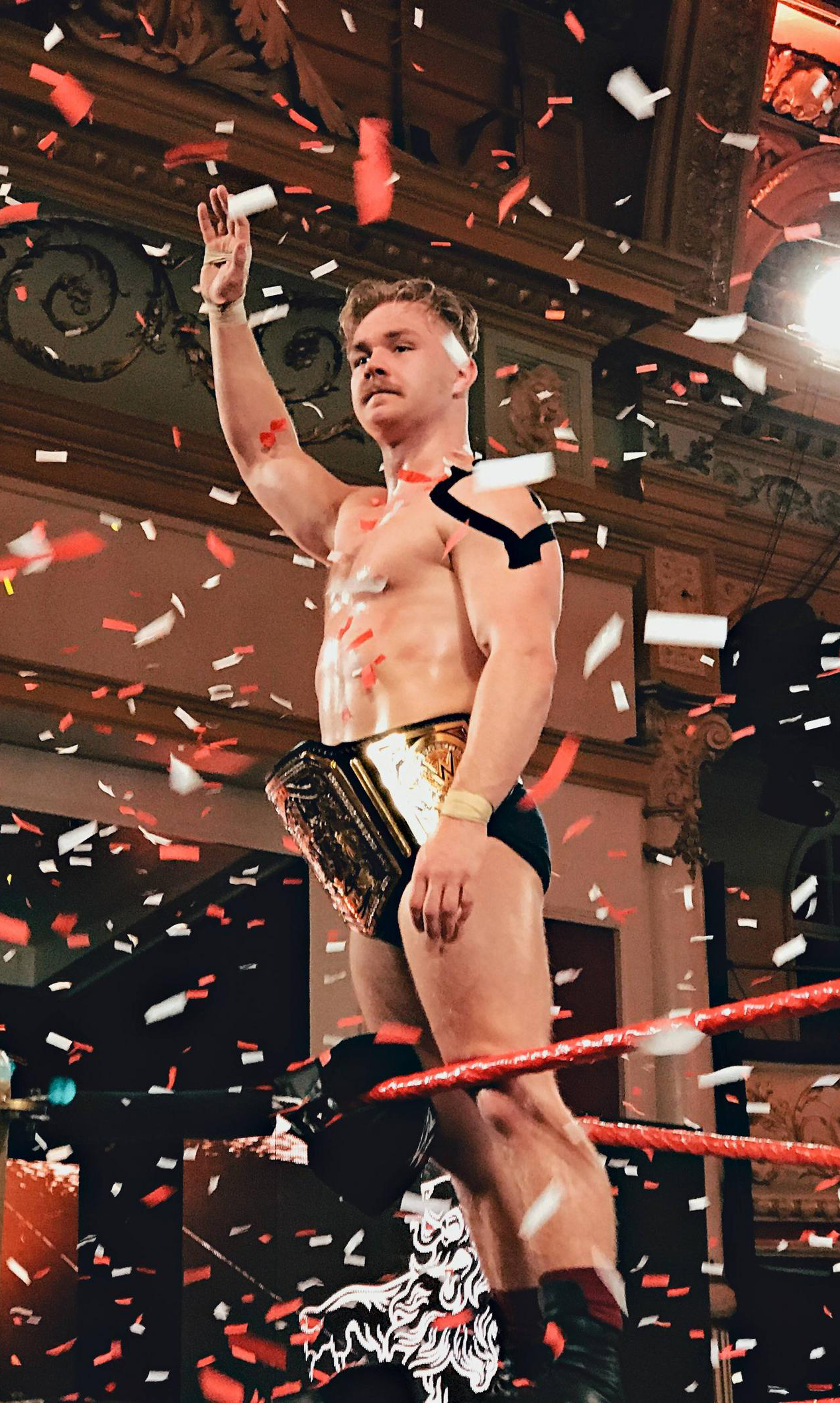
O campeão inaugural e final Tyler Bate após vencer o torneio.

|  | Oitavas de final 14 de janeiro de 2017 | Oitavas de final 14 de janeiro de 2017 | Oitavas de final 14 de janeiro de 2017 |                |              | Quartas de final 15 de janeiro de 2017 | Quartas de final 15 de janeiro de 2017 | Quartas de final 15 de janeiro de 2017 |  |  | Semifinais 15 de janeiro de 2017 | Semifinais 15 de janeiro de 2017 | Semifinais 15 de janeiro de 2017 |  |  | Final 15 de janeiro de 2017 | Final 15 de janeiro de 2017 | Final 15 de janeiro de 2017 |  |
|  |                                        |                                        |                                        |                |              |                                        |                                        |                                        |  |  |                                  |                                  |                                  |  |  |                             |                             |                             |  |
|  | 1                                      | Tyler Bate                             | Pin                                    |                |              |                                        |                                        |                                        |  |  |                                  |                                  |                                  |  |  |                             |                             |                             |  |
|  | 1                                      | Tyler Bate                             | Pin                                    |                |              |                                        |                                        |                                        |  |  |                                  |                                  |                                  |  |  |                             |                             |                             |  |
|  | 16                                     | Tucker                                 | 10:34                                  |                |              |                                        |                                        |                                        |  |  |                                  |                                  |                                  |  |  |                             |                             |                             |  |
|  | 16                                     | Tucker                                 | 10:34                                  |                | Tyler Bate   | Tyler Bate                             | Pin                                    |                                        |  |  |                                  |                                  |                                  |  |  |                             |                             |                             |  |
|  |                                        |                                        |                                        |                | Tyler Bate   | Tyler Bate                             | Pin                                    |                                        |  |  |                                  |                                  |                                  |  |  |                             |                             |                             |  |
|  |                                        |                                        | Jordan Devlin                          | Jordan Devlin  | 6:05         |                                        |                                        |                                        |  |  |                                  |                                  |                                  |  |  |                             |                             |                             |  |
|  | 8                                      | Jordan Devlin                          | Jordan Devlin                          | Jordan Devlin  | 6:05         | Pin                                    |                                        |                                        |  |  |                                  |                                  |                                  |  |  |                             |                             |                             |  |
|  | 8                                      | Jordan Devlin                          |                                        |                |              |                                        |                                        |                                        |  |  |                                  |                                  |                                  |  |  |                             |                             |                             |  |
|  | 9                                      | Danny Burch                            | 8:55                                   |                |              |                                        |                                        |                                        |  |  |                                  |                                  |                                  |  |  |                             |                             |                             |  |
|  | 9                                      | Danny Burch                            | 8:55                                   |                | Tyler Bate   | Tyler Bate                             | Pin                                    |                                        |  |  |                                  |                                  |                                  |  |  |                             |                             |                             |  |
|  |                                        |                                        |                                        |                |              |                                        |                                        |                                        |  |  |                                  |                                  |                                  |  |  |                             |                             |                             |  |
|  |                                        |                                        | Wolfgang                               | Wolfgang       | 5:55         |                                        |                                        |                                        |  |  |                                  |                                  |                                  |  |  |                             |                             |                             |  |
|  | 5                                      | Trent Seven                            | Wolfgang                               | Wolfgang       | 5:55         | Pin                                    |                                        |                                        |  |  |                                  |                                  |                                  |  |  |                             |                             |                             |  |
|  | 5                                      | Trent Seven                            |                                        |                |              |                                        |                                        |                                        |  |  |                                  |                                  |                                  |  |  |                             |                             |                             |  |
|  | 12                                     | H.C. Dyer                              | 5:25                                   |                |              |                                        |                                        |                                        |  |  |                                  |                                  |                                  |  |  |                             |                             |                             |  |
|  | 12                                     | H.C. Dyer                              | 5:25                                   |                | Trent Seven  | Trent Seven                            | 6:35                                   |                                        |  |  |                                  |                                  |                                  |  |  |                             |                             |                             |  |
|  |                                        |                                        |                                        |                | Trent Seven  | Trent Seven                            | 6:35                                   |                                        |  |  |                                  |                                  |                                  |  |  |                             |                             |                             |  |
|  |                                        |                                        | Wolfgang                               | Wolfgang       | Pin          |                                        |                                        |                                        |  |  |                                  |                                  |                                  |  |  |                             |                             |                             |  |
|  | 4                                      | Wolfgang                               | Wolfgang                               | Wolfgang       | Pin          | Pin                                    |                                        |                                        |  |  |                                  |                                  |                                  |  |  |                             |                             |                             |  |
|  | 4                                      | Wolfgang                               |                                        |                |              |                                        |                                        |                                        |  |  |                                  |                                  |                                  |  |  |                             |                             |                             |  |
|  | 13                                     | Tyson T-Bone                           | 6:20                                   |                |              |                                        |                                        |                                        |  |  |                                  |                                  |                                  |  |  |                             |                             |                             |  |
|  | 13                                     | Tyson T-Bone                           | 6:20                                   |                | Tyler Bate   | Tyler Bate                             | Pin                                    |                                        |  |  |                                  |                                  |                                  |  |  |                             |                             |                             |  |
|  |                                        |                                        |                                        |                |              |                                        |                                        |                                        |  |  |                                  |                                  |                                  |  |  |                             |                             |                             |  |
|  |                                        |                                        | Pete Dunne                             | Pete Dunne     | 15:10        |                                        |                                        |                                        |  |  |                                  |                                  |                                  |  |  |                             |                             |                             |  |
|  | 6                                      | Mark Andrews                           | Pete Dunne                             | Pete Dunne     | 15:10        | Pin                                    |                                        |                                        |  |  |                                  |                                  |                                  |  |  |                             |                             |                             |  |
|  | 6                                      | Mark Andrews                           |                                        |                |              |                                        |                                        |                                        |  |  |                                  |                                  |                                  |  |  |                             |                             |                             |  |
|  | 11                                     | Dan Moloney                            | 5:35                                   |                |              |                                        |                                        |                                        |  |  |                                  |                                  |                                  |  |  |                             |                             |                             |  |
|  | 11                                     | Dan Moloney                            | 5:35                                   |                | Mark Andrews | Mark Andrews                           | Pin                                    |                                        |  |  |                                  |                                  |                                  |  |  |                             |                             |                             |  |
|  |                                        |                                        |                                        |                | Mark Andrews | Mark Andrews                           | Pin                                    |                                        |  |  |                                  |                                  |                                  |  |  |                             |                             |                             |  |
|  |                                        |                                        | Joseph Conners                         | Joseph Conners | 8:10         |                                        |                                        |                                        |  |  |                                  |                                  |                                  |  |  |                             |                             |                             |  |
|  | 3                                      | James Drake                            | Joseph Conners                         | Joseph Conners | 8:10         | 7:12                                   |                                        |                                        |  |  |                                  |                                  |                                  |  |  |                             |                             |                             |  |
|  | 3                                      | James Drake                            |                                        |                |              |                                        |                                        |                                        |  |  |                                  |                                  |                                  |  |  |                             |                             |                             |  |
|  | 14                                     | Joseph Conners                         | Pin                                    |                |              |                                        |                                        |                                        |  |  |                                  |                                  |                                  |  |  |                             |                             |                             |  |
|  | 14                                     | Joseph Conners                         | Pin                                    |                | Mark Andrews | Mark Andrews                           | 10:33                                  |                                        |  |  |                                  |                                  |                                  |  |  |                             |                             |                             |  |
|  |                                        |                                        |                                        |                |              |                                        |                                        |                                        |  |  |                                  |                                  |                                  |  |  |                             |                             |                             |  |
|  |                                        |                                        | Pete Dunne                             | Pete Dunne     | Pin          |                                        |                                        |                                        |  |  |                                  |                                  |                                  |  |  |                             |                             |                             |  |
|  | 7                                      | Pete Dunne                             | Pete Dunne                             | Pete Dunne     | Pin          | Pin                                    |                                        |                                        |  |  |                                  |                                  |                                  |  |  |                             |                             |                             |  |
|  | 7                                      | Pete Dunne                             |                                        |                |              |                                        |                                        |                                        |  |  |                                  |                                  |                                  |  |  |                             |                             |                             |  |
|  | 10                                     | Roy Johnson                            | 7:30                                   |                |              |                                        |                                        |                                        |  |  |                                  |                                  |                                  |  |  |                             |                             |                             |  |
|  | 10                                     | Roy Johnson                            | 7:30                                   |                | Sam Gradwell | Sam Gradwell                           | 4:50                                   |                                        |  |  |                                  |                                  |                                  |  |  |                             |                             |                             |  |
|  |                                        |                                        |                                        |                | Sam Gradwell | Sam Gradwell                           | 4:50                                   |                                        |  |  |                                  |                                  |                                  |  |  |                             |                             |                             |  |
|  |                                        |                                        | Pete Dunne                             | Pete Dunne     | Pin          |                                        |                                        |                                        |  |  |                                  |                                  |                                  |  |  |                             |                             |                             |  |
|  | 2                                      | Saxon Huxley                           | Pete Dunne                             | Pete Dunne     | Pin          | 6:00                                   |                                        |                                        |  |  |                                  |                                  |                                  |  |  |                             |                             |                             |  |
|  | 2                                      | Saxon Huxley                           |                                        |                |              |                                        |                                        |                                        |  |  |                                  |                                  |                                  |  |  |                             |                             |                             |  |
|  | 15                                     | Sam Gradwell                           | Pin                                    |                |              |                                        |                                        |                                        |  |  |                                  |                                  |                                  |  |  |                             |                             |                             |  |

## Design do título

O centro do título foi parcialmente inspirado no brasão real de armas do Reino Unido.

Tal como acontece com alguns outros cinturões introduzidos em 2016, o projeto base é semelhante ao Campeonato da WWE, com diferenças notáveis. Em vez de um grande logotipo da WWE, a placa central é modelado com o brasão real de armas do Reino Unido, com o grande leão de Llywelyn e o unicórnio escocês dos lados, enquanto o centro do escudo foi substituído pelo logotipo da WWE; o topo do brasão é composto por uma coroa de jóias. A faixa superior lê-se "United Kingdom" quando na faixa inferior está escrito "Champion". Como o cinturão do Campeonato da WWE, este título apresenta duas placas laterais, ambas separadas por barras divisórias de ouro, com seções redondas removíveis que podem ser substituídas pelo logotipo do atual campeão; As placas padrão apresentam o logotipo da WWE no globo. As placas estão em uma correia de couro preto.

## Reinados
| #           | Ordem de reinados na história                    |
| Reinado     | O número de reinados de cada lutador             |
| Localização | A cidade em que o título foi conquistado         |
| Evento      | O evento em que o título foi conquistado.        |
| —           | Usados para o tempo em que o título estava vago. |

| Nº | Lutador       | Reinado | Data                  | Dias com o título | Local                 | Evento                                       | Notas | Ref.          |
| -- | ------------- | ------- | --------------------- | ----------------- | --------------------- | -------------------------------------------- | --- | ------------- |
| 1  | Tyler Bate    | 1       | 15 de janeiro de 2017 | 125               | Blackpool, Inglaterra | Torneio pelo WWE United Kingdom Championship | Derrotou Pete Dunne na final de um torneio para se tornar no campeão inaugural. | [ 4 ]         |
| 2  | Pete Dunne    | 1       | 20 de maio de 2017    | 685               | Rosemont, Illinois    | NXT TakeOver: Chicago                        | | [ 7 ]         |
| 3  | Walter        | 1       | 5 de abril de 2019    | 870               | Brooklyn, Nova Iorque | NXT TakeOver: New York                       | O título foi renomeado para NXT United Kingdom Championship em janeiro de 2020 | [ 8 ]         |
| 4  | Ilja Dragunov | 1       | 22 de agosto de 2021  | 319               | Orlando, Flórida      | TakeOver 36                                  | A WWE reconhece que o reinado de Dragunov terminou em 4 de agosto de 2022, quando o episódio foi ao ar com atraso de transmissão. | [ 9 ]         |
| —  | Vago          | —       | 7 de julho de 2022    | —                 | Londres, Inglaterra   | NXT UK                                       | Ilja Dragunov renunciou ao título após sofrer uma lesão. Exibido com atraso em 4 de agosto de 2022. | [ 10 ] [ 11 ] |
| 5  | Tyler Bate    | 2       | 7 de julho de 2022    | 59                | Londres, Inglaterra   | NXT UK                                       | Derrotou Trent Seven na final de um torneio para conquistar o campeonato vago. A WWE reconhece o reinado de Bate como começando em 1 de setembro de 2022, quando o episódio foi ao ar com atraso de transmissão, apesar do fato de Bate ter começado a aparecer como campeão em 16 de agosto no NXT Heatwave. | [ 12 ] [ 13 ] |
| —  | Unificado     | —       | 4 de setembro de 2022 | —                 | Orlando, Flórida      | Worlds Collide                               | Bron Breakker derrotou Tyler Bate para unificar o Campeonato do Reino Unido do NXT com o Campeonato do NXT. O Campeonato do Reino Unido do NXT foi aposentado com Bate reconhecido como o último campeão. Breakker continuou seu reinado como o campeão unificado do NXT.                                     | [ 14 ]        |

## Reinados combinados
| Pos. | Campeão       | Nº de reinados | Dias combinados | Dias combinados contados pela WWE |
| ---- | ------------- | -------------- | --------------- | --------------------------------- |
| 1    | Walter        | 1              | 870             | 870                               |
| 2    | Pete Dunne    | 1              | 685             | 685                               |
| 3    | Ilja Dragunov | 1              | 319             | 346                               |
| 4    | Tyler Bate    | 2              | 184             | 128                               |